# Campeonato Cearense 2020
El Campeonato Cearense de 2020 fue la edición 106.ª del principal campeonato de clubes de fútbol del Estado de Ceará. El torneo es organizado por la Federação Cearense de Futebol y otorga cupos a los campeonatos nacionales y regionales del país. Concede tres cupos a la Copa de Brasil 2021, tres al Campeonato Brasileño de Serie D para equipos que no pertenezcan a ninguna de las demás categorías y uno a la Copa do Nordeste 2021. Debido a la pandemia de COVID-19, fue suspendido indefinidamente. Para el mes de julio, el campeonato fue reanudado acordando que jugaría a puerta cerrada en todos los duelos y únicamente en la ciudad de Fortaleza y su región metropolitana.

## Sistema de juego
El sistema de juego consistió en tres fases. En la primera de ellas, todos los equipos participantes, con excepción de Fortaleza y Ceará, se enfrentaron entre sí a una sola ronda completando siete duelos cada uno. Al final, los seis primeros equipos clasificaron a la segunda fase mientras que los dos últimos descendieron a la Segunda División del próximo año. Ahora, en la segunda fase del campeonato, Fortaleza y Ceará se unieron a los seis equipos clasificados de la primera fase y se enfrentaron entre sí a una sola ronda completando siete duelos cada uno. Los cuatro primeros equipos clasificarán a la fase final.
En la fase final, se jugaron las semifinales a partido único mientras que la final fue disputada en partidos de ida y vuelta. El ganador de la serie fue el campeón del torneo.

### Criterios de desempate
En caso de empate en la primera o en la segunda fase del torneo, se sigue el siguiente orden:
1. Mayor número de partidos ganados.
2. Mejor diferencia de gol.
3. Mayor número de goles a favor.
4. Confrontación directa entre los equipos (aplica entre dos equipos solamente).
5. Sorteo.

## Equipos participantes

### Ascensos y descensos
| Pos. | Descendidos en la temporada 2019 |
| ---- | -------------------------------- |
| 9.º  | Iguatu                           |
| 12.º | Guaraní de Juazeiro              |

| Pos. | Ascendidos de la Segunda División de 2019 |
| ---- | ----------------------------------------- |
| 1.º  | Caucaia                                   |
| 2.º  | Pacajus                                   |

### Información de los equipos
| Equipo            | Ciudad    | Estadio              | Capacidad | Posición 2019 |
| ----------------- | --------- | -------------------- | --------- | ------------- |
| Atlético Cearense | Fortaleza | Arena Castelão       | 63 903    | 5.°           |
| Barbalha          | Barbalha  | Lirio Callou         | 3 000     | 8.°           |
| Caucaia           | Caucaia   | Raimundo de Oliveira | 10 000    | 1.° (Serie B) |
| Ceará             | Fortaleza | Arena Castelão       | 63 903    | 2.°           |
| Ferroviário       | Fortaleza | Arena Castelão       | 63 903    | 6.°           |
| Floresta          | Fortaleza | Arena Castelão       | 63 903    | 3.°           |
| Fortaleza         | Fortaleza | Arena Castelão       | 63 903    | 1.°           |
| Guarany de Sobral | Sobral    | do Junco             | 8 585     | 4.°           |
| Horizonte         | Horizonte | Horácio Domingos     | 63 903    | 7.°           |
| Pacajus           | Pacajus   | João Ronaldo         | 8 585     | 2.° (Serie B) |

## Primera fase
| Pos. | Equipos           | PJ | PG | PE | PP | GF | GC | Dif. | Pts. |
| ---- | ----------------- | -- | -- | -- | -- | -- | -- | ---- | ---- |
| 1.   | Guarany de Sobral | 7  | 4  | 3  | 0  | 9  | 3  | +6   | 15   |
| 2.   | Barbalha          | 7  | 4  | 2  | 1  | 11 | 3  | +8   | 14   |
| 3.   | Ferroviário       | 7  | 3  | 3  | 1  | 6  | 4  | +2   | 12   |
| 4.   | Atlético Cearense | 7  | 2  | 2  | 3  | 8  | 9  | -1   | 8    |
| 5.   | Caucaia           | 7  | 1  | 5  | 1  | 9  | 8  | +1   | 8    |
| 6.   | Pacajus           | 7  | 1  | 4  | 2  | 4  | 6  | -2   | 7    |
| 7.   | Floresta          | 7  | 1  | 3  | 3  | 9  | 14 | -5   | 6    |
| 8.   | Horizonte         | 7  | 0  | 2  | 5  | 3  | 12 | -9   | 2    |

|  |                                                                       |
|  | Clasificado a la segunda fase y clasificado a la Copa de Brasil 2021. |
|  | Clasificados a la segunda fase.                                       |
|  | Descendidos al Campeonato Cearense de Serie B 2021.                   |

### Resultados
- Los estadios y horarios del torneo se encuentra en la página oficial de la FCF.[4]

- La hora de cada encuentro corresponde al huso horario correspondiente al Estado de Ceará (UTC-3).

| Horizonte   | 0 - 1 | Guarany de Sobral | João Ronaldo         | 5 de enero | 15:30 |
| Barbalha    | 5 - 0 | Floresta          | Lirio Callou         | 5 de enero | 16:00 |
| Caucaia     | 0 - 0 | Pacajus           | Raimundo de Oliveira | 5 de enero | 16:00 |
| Ferroviário | 1 - 1 | Atlético Cearense | Elzir Cabral         | 5 de enero | 16:00 |

| Atlético Cearense | 1 - 0 | Horizonte   | Raimundo de Oliveira | 8 de enero | 15:30 |
| Floresta          | 2 - 4 | Caucaia     | Elzir Cabral         | 8 de enero | 15:30 |
| Pacajus           | 0 - 1 | Barbalha    | João Ronaldo         | 8 de enero | 16:00 |
| Guarany de Sobral | 2 - 0 | Ferroviário | do Junco             | 8 de enero | 21:30 |

| Atlético Cearense | 1 - 1 | Floresta    | Presidente Vargas    | 11 de enero | 16:30 |
| Guarany de Sobral | 2 - 0 | Pacajus     | do Junco             | 12 de enero | 16:00 |
| Barbalha          | 2 - 0 | Horizonte   | Lirio Callou         | 12 de enero | 16:00 |
| Caucaia           | 1 - 1 | Ferroviário | Raimundo de Oliveira | 12 de enero | 16:00 |

| Pacajus     | 2 - 1 | Atlético Cearense | João Ronaldo      | 15 de enero | 15:30 |
| Horizonte   | 1 - 1 | Caucaia           | Elzir Cabral      | 15 de enero | 15:30 |
| Barbalha    | 0 - 0 | Guarany de Sobral | Lirio Callou      | 15 de enero | 16:00 |
| Ferroviário | 1 - 0 | Floresta          | Presidente Vargas | 15 de enero | 21:30 |

| Floresta          | 1 - 1 | Pacajus           | Elzir Cabral         | 18 de enero | 15:30 |
| Atlético Cearense | 1 - 2 | Guarany de Sobral | Presidente Vargas    | 18 de enero | 16:30 |
| Ferroviário       | 2 - 0 | Horizonte         | Presidente Vargas    | 19 de enero | 16:00 |
| Caucaia           | 1 - 1 | Barbalha          | Raimundo de Oliveira | 19 de enero | 16:00 |

| Horizonte         | 1 - 4 | Floresta          | Horácio Domingos | 22 de enero | 15:30 |
| Pacajus           | 0 - 0 | Ferroviário       | João Ronaldo     | 22 de enero | 15:30 |
| Barbalha          | 2 - 1 | Atlético Cearense | Lirio Callou     | 22 de enero | 20:00 |
| Guarany de Sobral | 1 - 1 | Caucaia           | do Junco         | 22 de enero | 21:30 |

| Pacajus           | 1 - 1 | Horizonte         | João Ronaldo         | 25 de enero | 16:00 |
| Atlético Cearense | 2 - 1 | Caucaia           | Presidente Vargas    | 25 de enero | 16:00 |
| Ferroviário       | 1 - 0 | Barbalha          | Elzir Cabral         | 26 de enero | 16:00 |
| Floresta          | 1 - 1 | Guarany de Sobral | Raimundo de Oliveira | 26 de enero | 16:00 |

## Segunda fase
| Pos. | Equipos           | PJ | PG | PE | PP | GF | GC | Dif. | Pts. |
| ---- | ----------------- | -- | -- | -- | -- | -- | -- | ---- | ---- |
| 1.   | Fortaleza         | 7  | 6  | 0  | 1  | 20 | 4  | +14  | 18   |
| 2.   | Ceará             | 7  | 4  | 2  | 1  | 10 | 3  | +7   | 14   |
| 3.   | Ferroviário       | 7  | 4  | 2  | 1  | 7  | 5  | +2   | 14   |
| 4.   | Guarany de Sobral | 7  | 4  | 1  | 2  | 7  | 7  | 0    | 13   |
| 5.   | Atlético Cearense | 7  | 3  | 1  | 3  | 13 | 12 | +1   | 10   |
| 6.   | Caucaia           | 7  | 1  | 1  | 5  | 4  | 10 | -6   | 4    |
| 7.   | Pacajus           | 7  | 1  | 1  | 5  | 7  | 14 | -7   | 4    |
| 8.   | Barbalha          | 7  | 1  | 0  | 6  | 6  | 19 | -13  | 3    |

|  |                               |
|  | Clasificados a la fase final. |

### Resultados
- Los estadios y horarios del torneo se encuentra en la página oficial de la FCF.[4]

- La hora de cada encuentro corresponde al huso horario correspondiente al Estado de Ceará (UTC-3).

| Caucaia           | 0 - 1 | Fortaleza         | Presidente Vargas | 28 de enero | 21:00 |
| Pacajus           | 3 - 2 | Barbalha          | João Ronaldo      | 29 de enero | 15:30 |
| Ceará             | 1 - 1 | Ferroviário       | Presidente Vargas | 29 de enero | 20:00 |
| Guarany de Sobral | 2 - 1 | Atlético Cearense | do Junco          | 29 de enero | 21:30 |

| Barbalha    | 2 - 1 | Caucaia           | Lirio Callou      | 1 de febrero | 16:30 |
| Ferroviário | 1 - 0 | Guarany de Sobral | Presidente Vargas | 2 de febrero | 16:00 |
| Fortaleza   | 5 - 0 | Atlético Cearense | Arena Castelão    | 5 de febrero | 20:00 |
| Pacajus     | 0 - 1 | Ceará             | Presidente Vargas | 5 de febrero | 21:30 |

| Barbalha          | 0 - 1 | Ferroviário       | Lirio Callou         | 12 de febrero | 21:30 |
| Ferroviário       | 0 - 1 | Guarany de Sobral | Raimundo de Oliveira | 16 de febrero | 16:00 |
| Atlético Cearense | 0 - 1 | Ceará             | Arena Castelão       | 8 de marzo    | 20:00 |
| Fortaleza         | 3 - 0 | Pacajus           | Arena Castelão       | 11 de marzo   | 20:00 |

| Guarany de Sobral | 2 - 0 | Pacajus   | do Junco          | 19 de febrero | 21:30 |
| Atlético Cearense | 3 - 0 | Barbalha  | Presidente Vargas | 22 de febrero | 16:00 |
| Ceará             | 1 - 0 | Caucaia   | Arena Castelão    | 22 de febrero | 16:30 |
| Ferroviário       | 1 - 0 | Fortaleza | Presidente Vargas | 4 de marzo    | 21:30 |

| Ferroviário | 2 - 4 | Atlétic Cearense  | Presidente Vargas | 9 de febrero  | 16:00 |
| Ceará       | 0 - 0 | Guarany de Sobral | Arena Castelão    | 29 de febrero | 16:00 |
| Pacajus     | 2 - 3 | Caucaia           | João Ronaldo      | 29 de febrero | 16:00 |
| Fortaleza   | 4 - 2 | Barbalha          | Presidente Vargas | 1 de marzo    | 16:00 |

| Pacajus           | 0 - 1 | Ferroviário       | João Ronaldo   | 15 de marzo | 16:00 |
| Barbalha          | 0 - 5 | Ceará             | Franzé Morais  | 13 de julio | 9:00  |
| Caucaia           | 0 - 3 | Atlético Cearense | João Ronaldo   | 13 de julio | 14:00 |
| Guarany de Sobral | 0 - 5 | Fortaleza         | Arena Castelão | 13 de julio | 18:00 |

| Ferroviário       | 0 - 0 | Caucaia           | Elzir Cabral            | 15 de julio | 16:00 |
| Ceará             | 1 - 2 | Fortaleza         | Arena Castelão          | 15 de julio | 22:30 |
| Atlético Cearense | 2 - 2 | Pacajus           | Raimundo de Oliveira    | 16 de julio | 16:00 |
| Barbalha          | 0 - 2 | Guarany de Sobral | Carlos de Alencar Pinto | 16 de julio | 16:00 |

## Fase final
|  | Semifinales       | Semifinales       | Semifinales      |       |           | Final                            | Final                            | Final                            | Final                            |  |
|  | 18 y 19 de julio  | 18 y 19 de julio  | 18 y 19 de julio |       |           | 30 de septiembre y 31 de octubre | 30 de septiembre y 31 de octubre | 30 de septiembre y 31 de octubre | 30 de septiembre y 31 de octubre |  |
|  |                   |                   |                  |       |           |                                  |                                  |                                  |                                  |  |
|  |                   |                   |                  |       |           |                                  |                                  |                                  |                                  |  |
|  | Fortaleza         | Fortaleza         | 1                |       |           |                                  |                                  |                                  |                                  |  |
|  | Fortaleza         | Fortaleza         | 1                |       |           |                                  |                                  |                                  |                                  |  |
|  | Guarany de Sobral | Guarany de Sobral | 0                |       |           |                                  |                                  |                                  |                                  |  |
|  | Guarany de Sobral | Guarany de Sobral | 0                |       | Fortaleza | Fortaleza                        | 2                                | 1                                |                                  |  |
|  |                   |                   |                  |       | Fortaleza | Fortaleza                        | 2                                | 1                                |                                  |  |
|  |                   |                   | Ceará            | Ceará | 1         | 0                                |                                  |                                  |                                  |  |
|  | Ceará             | Ceará             | Ceará            | Ceará | 1         | 0                                | 1                                |                                  |                                  |  |
|  | Ceará             | Ceará             |                  |       |           |                                  | 1                                |                                  |                                  |  |
|  | Ferroviário       | Ferroviário       | 0                |       |           |                                  |                                  |                                  |                                  |  |
|  | Ferroviário       | Ferroviário       | 0                |       |           |                                  |                                  |                                  |                                  |  |
|  |                   |                   |                  |       |           |                                  |                                  |                                  |                                  |  |

### Semifinales
| 18 de julio de 2020, 18:30 | Fortaleza       | 1:0 (0:0) | Guarany de Sobral | Arena Castelão, Fortaleza |  |
|                            | 29' Tiago Orobó | Reporte   |                   |                           |  |

| 19 de julio de 2020, 16:00 | Ceará            | 1:0 (0:0) | Ferroviário | Arena Castelão, Fortaleza |  |
|                            | 37' Felipe Silva | Reporte   |             |                           |  |

### Final
| 30 de septiembre de 2020, 21:30 | Ceará              | 1:2 (1:1) | Fortaleza                    | Arena Castelão, Fortaleza |  |
|                                 | 45+5' Rafael Sóbis | Reporte   | Bruno Melo 35' · Tinga 90+1' |                           |  |

| 21 de octubre de 2020, 21:30 | Fortaleza | 1:0 (0:0) | Ceará | Arena Castelão, Fortaleza |  |
|                              | 60' Tinga | Reporte   |       |                           |  |

| Bandera del estado de Ceará |
| Campeón                     |
| Fortaleza 43.er título      |

## Clasificación general
- El campeonato otorga dos cupos para la Copa de Brasil 2021 y, si algún equipo lo tiene garantizado por otra vía, pasará al siguiente en la clasificación general. Además, otorga tres cupos para la Serie D 2021 a los equipos que no se encuentren en ninguna de las demás categorías. Por motivos de la clasificación general, no se tienen en cuenta los puntajes de la primera fase con excepción de los equipos descendidos.

| Pos. | Equipos           | PJ | PG | PE | PP | GF | GC | Dif. | Pts. |
| ---- | ----------------- | -- | -- | -- | -- | -- | -- | ---- | ---- |
| 1.   | Fortaleza         | 10 | 9  | 0  | 1  | 24 | 5  | +19  | 27   |
| 2.   | Ceará             | 10 | 5  | 2  | 3  | 12 | 6  | +6   | 17   |
| 3.   | Ferroviário       | 8  | 4  | 2  | 2  | 7  | 6  | +1   | 14   |
| 4.   | Guarany de Sobral | 8  | 4  | 1  | 3  | 7  | 8  | -1   | 13   |
| 5.   | Atlético Cearense | 7  | 3  | 1  | 3  | 13 | 12 | +1   | 10   |
| 6.   | Caucaia           | 7  | 1  | 1  | 5  | 4  | 10 | -6   | 4    |
| 7.   | Pacajus           | 7  | 1  | 1  | 5  | 7  | 14 | -7   | 4    |
| 8.   | Barbalha          | 7  | 1  | 0  | 6  | 6  | 19 | -13  | 3    |
| 9.   | Floresta          | 7  | 1  | 3  | 3  | 9  | 14 | -5   | 6    |
| 10.  | Horizonte         | 7  | 0  | 2  | 5  | 3  | 12 | -9   | 2    |

|  |                                                                                         |
|  | Campeón, clasificado a la Copa de Brasil 2021 y clasificado a la Copa do Nordeste 2021. |
|  | Subcampeón.                                                                             |
|  | Clasificado a la Copa de Brasil 2021 y clasificado a la Serie D 2021.                   |
|  | Clasificado a la Serie D 2021.                                                          |
|  | Descendidos al Campeonato Cearense de Serie B 2021.                                     |